# Рёмин
Рёмин (яп. 良民 Рё:мин, «добрые люди») — группа населения в древнем японском «правовом государстве» VIII—X веков периодов Нара и Хэйан.
Противопоставлялись группе «подлых людей» сэммин. Принадлежность определялась по наследству.
Рёмин формировались из свободных общинников, провинциальных ремесленников и других жителей столицы, включая чиновников нижнего и среднего ранга, которые считались собственностью японского монархического государства (яп. 公民, ко: мин). Их регистрировали в книгах «подворного реестра» косэки и предоставляли им земельный надел, с которого они должны были платить налог правительству. Рёмин также были обязаны проходить чиновническую или военную службу и отрабатывать 2-месячную трудовую повинность.